# Chiesa di San Nicola d'Anza
La chiesa di San Nicola d'Anza è una chiesa scomparsa dell'Aquila, situata nel quarto di San Pietro.
Dovette la sua realizzazione ai castellani di Sant'Anza che contribuirono così alla fondazione della città nel XIII secolo. In seguito al terremoto dell'Aquila del 1703 fu ricostruita in forma ridotta, riadattando il solo transetto. In età fascista, nel 1927, fu infine demolita per permettere la realizzazione di un quartiere residenziale; su via Merletti rimangono alcuni resti del transetto e dell'abside.

## Storia
L'edificazione della chiesa si fa risalire al periodo immediatamente successivo alla fondazione dell'Aquila. La struttura venne innalzata nel XIII dagli abitanti del castello del Sant'Anza, località situata nell'attuale contrada di San Sisto. Per le sue ragguardevoli dimensioni si può supporre che la prima edificazione dovette avvenire prima del 1290, anno in cui le disposizioni di Niccolò dell'Isola canonizzarono le caratteristiche formali dell'architettura religiosa locale; inoltre alcuni elementi derivanti dall'architettura cistercense farebbero propendere per una datazione intorno al 1266, per cui San Nicola è considerabile come una delle più antiche chiese dell'Aquila.
Nel 1315 la chiesa subì gravissimi danni dal terremoto, venendo poi ricostruita, nelle forme rimaste a noi sino alla demolizione novecentesca, e completata con la facciata trecentesca. L'edificio rimase lesionato anche in seguito ai successivi terremoti del 1349 e del 1461.
In virtù della scarsa importanza del castello di Sant'Anza, nei decenni seguenti San Nicola dovette soffrire una certa trascuratezza, denunciata già nel 1685 dal vescovo Ignacio de la Cerda. Alla nuova distruzione della chiesa in seguito al sisma del 1703, questa venne quindi ricostruita a partire dal 1722 in dimensioni ridotte, riadattando ad aula il solo transetto e lasciando la navata adibita ad orto; vennero inoltre ricavati due absidi laterali — una riutilizzando la terminazione centrale e l'altra inglobando parte della navata — ed aggiunti campanile e sacrestia.
Nel XX secolo una stagione di rinnovamento urbanistico favorì l'edificazione della porzione di città al confine tra il quarto di Santa Maria e di San Pietro, che comportò — in previsione dell'apertura di viale Duca degli Abruzzi (1933) — lo stravolgimento dei locali di Arischia, Pizzoli, Porcinaro, Vio ed anche Sant'Anza. Qui, nel 1927, si decise di demolire quasi tutto ciò che rimaneva dell'edificio, in particolare la facciata e i muri della navata, per consentire la realizzazione di alcune palazzine residenziali. Il portale romanico fu smontato e rimontato sul prospetto della chiesa di Santa Maria extra moenia di Antrodoco.

## Descrizione

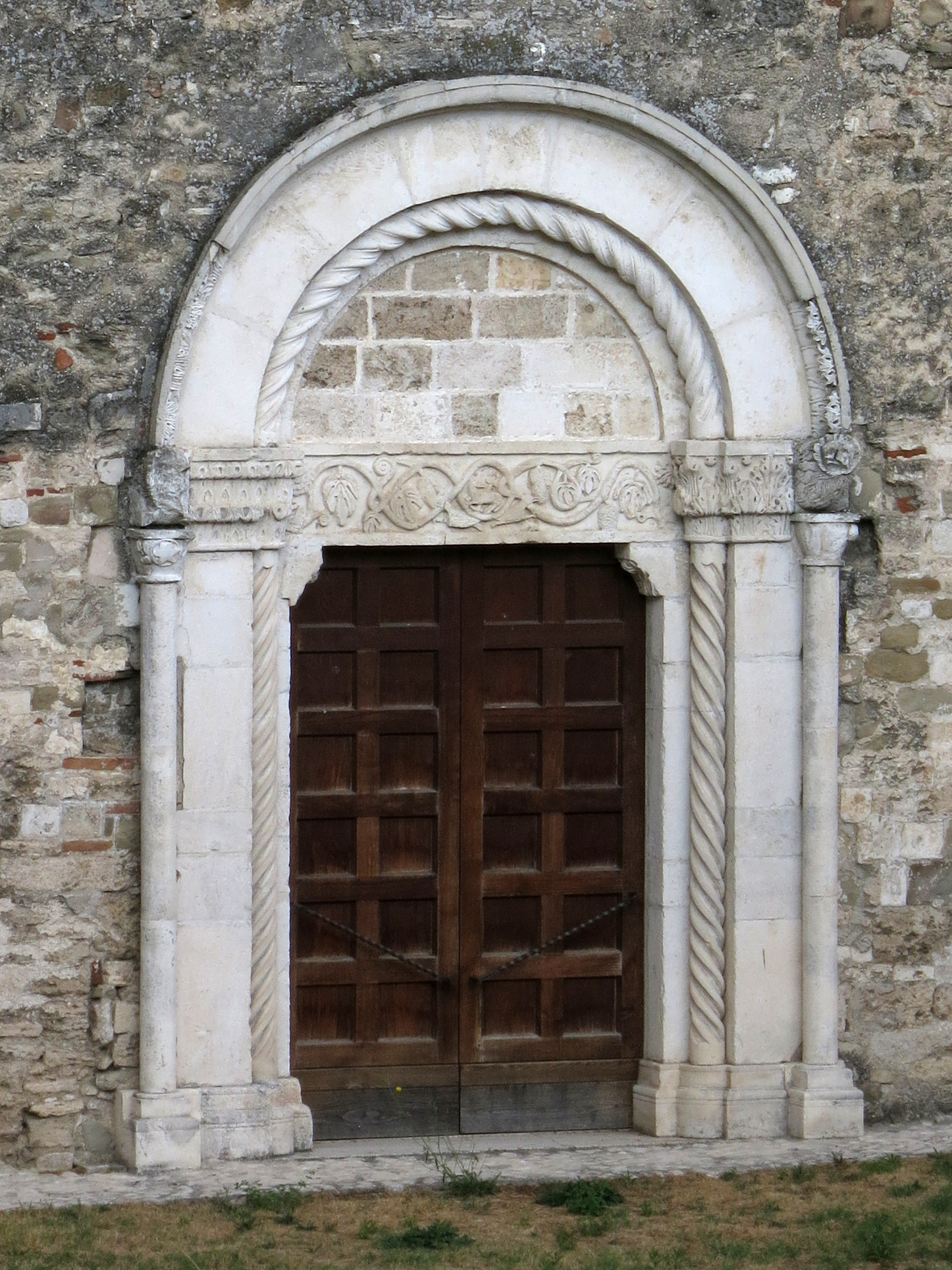
Il portale della chiesa di Santa Maria extra moenia ad Antrodoco, prelevato da San Nicola d'Anza.

San Nicola d'Anza era situata nel cuore del quarto di San Pietro, nel locale di Sant'Anza, in un'area densa di orti pertinenziali ed aree verdi, fino al XX secolo non ancora completamente edificata. I resti della chiesa, che occupava tutta l'area tra via San Nicola d'Anza e via Merletti, sono visibili presso quest'ultima strada.
L'edificio aveva dimensioni ragguardevoli, dovute all'edificazione antecedente le disposizioni di Niccolò dell'Isola del 1290; inoltre, secondo l'Antonini, la chiesa costituiva il più evidente esempio di chiesa aquilana avente pianta a “T”. L'impianto, d'influenza cistercense, era articolato su una grande aula rettangolare (forse circondata da due navate laterali) terminate in un transetto triabsidato, ossia una variante semplicistica dell'impianto a croce di Santa Giusta e San Pietro a Coppito. La composizione delle absidi, a pianta rettangolare d'origine trecentesca, rappresenta un unicum nel panorama aquilano, caratterizzato per lo più da absidi ottagonali come nel caso della basilica di Santa Maria di Collemaggio.
Nel XVIII secolo l'impianto venne stravolto dalla ricostruzione in stile barocco: l'asse della chiesa fu ruotato, riutilizzando ad aula il solo transetto, realizzando una nuova abside in corrispondenza dell'ingresso alla navata e con quest'ultima adibita ad orto pertinenziale. Venne inoltre aggiunto un campanile, oggi scomparso.
Il portale originario in stile romanico si presentava simile a quello della chiesa di Sant'Antonio fuori le mura; durante le operazioni di demolizione dell'edificio, questo venne smontato e ricostruito sul prospetto della chiesa di Santa Maria extra moenia di Antrodoco.
Dell'intero complesso rimane oggi in situ il solo transetto e parte dell'abside, compreso un pregevole portale ogivale con lunetta affrescata; la parte di transetto volta verso sud, divenuta nel XVIII secolo la facciata della chiesa ricostruita e interamente intonacata, mantiene portale, finestrone e cornicione marcapiano in stile barocco.